# EFAPEL
EFAPEL - Empresa Fabril de Productos Eléctricos, SA (Empresa de Fabricación de Productos Eléctricos, S.A.) es el mayor fabricante portugués de equipos eléctricos de baja tensión, con sede en Serpins.
Es la empresa patrocinadora que da nombre al equipo portugués de ciclismo Efapel.
La compañía portuguesa también da su nombre al Estadio EFAPEL Cidade de Coimbra, un estadio utilizado por la Académica de Coimbra.